# Armadillo ankaratrae
Armadillo ankaratrae är en kräftdjursart som beskrevs av Barnard 1958. Armadillo ankaratrae ingår i släktet Armadillo och familjen Armadillidae. Inga underarter finns listade i Catalogue of Life.